# Équipe du Cameroun de football
Cet article traite de l'équipe masculine. Pour l'équipe féminine, voir Équipe du Cameroun de football féminin.
Maillots
Actualités
L'équipe du Cameroun de football est l'équipe nationale qui représente le Cameroun dans les compétitions internationales de football masculin, sous l'égide de la Fédération Camerounaise de Football (FECAFOOT). Surnommée également l'équipe des «Lions indomptables».
Les « Lions indomptables » ont disputé la finale de la Coupe d'Afrique des nations à sept reprises, avec cinq victoires en 1984, 1988, 2000, 2002 et 2018 et deux échecs, en 1986 et 2008. Le Cameroun a participé par ailleurs à huit phases finales de la Coupe du monde, le record en Afrique, et en a notamment atteint les quarts de finale en 1990, mais dépassé par le Maroc qui a atteint les demi-finales à la Coupe du Monde 2022. Il a également été sacré champion olympique en 2000.
Parmi les joueurs de football ayant marqué l'histoire de la sélection, plusieurs ont remporté les trophées du Ballon d'or africain puis du Joueur africain de l'année : Samuel Eto'o, quatre fois, Roger Milla et Thomas Nkono deux fois, Jean Manga Onguéné, Théophile Abega et Patrick Mboma.
Depuis 2021, la sélection réside au complexe sportif d'Olembe un complexe sportif de 60000 places qui fut le stade de la finale de la dernière Can

## Historique

### Genèse
Le football fait son apparition au Cameroun au début des années 1920, alors qu'il est placé sous mandat français par la Société des Nations depuis la fin de la Première Guerre mondiale. Deux noms sont connus : Charles Lalanne, un instituteur et commerçant installé à Douala après 1918, et George Goethe, un agent commercial et photographe sierra-léonais arrivé dans le pays en 1922 à la demande de son employeur. Goethe fonde en 1924 la première équipe de football du pays, le « Club athlétique du Cameroun » (CAC), qui est bientôt rejointe par d'autres,.
En septembre et octobre 1950, une sélection de joueurs camerounais fait une tournée en France et dispute notamment un match face à l'OGC Nice (2-3). À la fin des années 1950, les premiers joueurs camerounais font leur arrivée dans le championnat de France de football, une compétition professionnelle : Zacharie Noah, arrivé en France à 11 ans pour ses études, débute en 1956, à 19 ans, au Stade Saint-Germain, avant de faire carrière à l'UA Sedan-Torcy ; Samuel Edimo et Frédéric N'Doumbé à partir de 1957 ; Gabriel Abossolo aux Girondins de Bordeaux de 1959 à 1969, etc..

### Les débuts officiels (1960-1980)
La Fédération camerounaise de football est créée début 1959 en remplacement de la Ligue de football du Cameroun, avant même que le pays n'accède à l’indépendance, le 1er janvier 1960. Un championnat national est créé en 1961. La Fédération obtient son affiliation à la FIFA en 1962 et devient membre de la Confédération africaine de football en 1963.
Le premier match du Cameroun indépendant se déroule le 13 avril 1960 contre la Somalie française. Ce match est historique, puisqu'il s'agit à la fois du premier match et de la plus large victoire des Camerounais (9-2). Le Cameroun n'est pas encore une grande puissance footballistique malgré la victoire de l'Oryx Douala lors de la première édition de la Coupe des clubs champions africains en 1964. En 1963, l'ancien international français Dominique Colonna arrive à la tête de la sélection et accompagne jusqu'en 1970 sa montée en puissance. En 1964, le pays organise et remporte la Coupe des Tropiques, Jeux régionaux d'Afrique équatoriale. Début 1967, le Cameroun prend part pour la première fois à des qualifications, pour la Coupe d'Afrique des nations de 1968, la 6e édition du tournoi continental : les Camerounais s'inclinent en Tunisie (4-0), tiennent en échec le Congo-Brazzaville à Yaoundé (1-1) puis s'inclinent, au retour, à Brazzaville (2-1), et sont logiquement éliminés.
Deux ans plus tard, le Cameroun se qualifie pour la première fois à la CAN en battant l'Ouganda puis la Zambie. Les « Français » Gabriel Abossolo et Emmanuel Koum intègrent un groupe dominé par le Canon Yaoundé et l'Oryx Douala. Au premier tour de la Coupe d'Afrique des nations en 1970 il remporte ses deux matchs face à la Côte d'Ivoire et l'Éthiopie (3-2) mais est éliminé à la différence de buts après une défaite face au Soudan. Emmanuel Koum, Jean-Baptiste N'Doga et Jean-Marie Tsébo ont chacun marqué deux buts.
Le Cameroun obtient l'organisation de la Coupe d'Afrique des nations de 1972 et construit pour cela deux grands stades, le Stade omnisports à Yaoundé et le Stade de la Réunification à Douala. Se servant de sa première expérience et renforcé par les professionnels Tokoto et Maya, le Cameroun passe cette fois le premier tour, grâce à des victoires sur le Kenya et le Togo et un match nul contre le Mali. Surpris en demi-finale par le Congo (0-1), le Cameroun accroche la 3e place en battant le Zaïre (5-2). En octobre 1972, par décret présidentiel, la sélection prend officiellement le surnom des « Lions indomptables ».
La sélection et le football camerounais paie pendant plusieurs années l'échec de 1972, en dépit des réussites sur la scène continentale de ses clubs, le Canon Yaoundé, le Tonnerre Yaoundé et l'Union Douala. La sélection camerounaise est éliminée dès les premiers tours de qualification lors des Coupes d'Afrique suivantes, par le Zaïre en 1973, le Togo en 1975 (malgré une victoire 3-0 au match aller au Cameroun), par le Congo en 1977 et par la Guinée, aux tirs au but, en 1979.
Du côté de la Coupe du monde, la qualification est encore bien plus difficile puisque seule une demi-place est réservée au continent africain jusqu'en 1966, édition dont les sélections africaines se retirent en protestation. À partir de 1970, une place en phase finale est réservée au meilleur pays africain. Le Cameroun est écarté dès son entrée en lice par le Nigeria, en décembre 1968 – le Maroc remporte le tournoi et devient le premier représentant africain en Coupe du monde depuis 1934. Pour l'édition 1974, le Cameroun est battu, en match d'appui, par le Zaïre, futur qualifié au Mondial. Enfin pour l'édition 1978, le Cameroun est éliminé dès son entrée en lice par le Congo, sur tapis vert, alors que le match retour à Yaoundé a été interrompu avant la fin par des émeutes parmi les spectateurs, le 31 octobre 1976.

### Première génération dorée

#### Première participation au Mondial en 1982
Le Yougoslave Branko Zutić, héritier d'une lignée de sélectionneurs européens, apporte le professionnalisme nécessaire à une génération dorée (l’attaquant Roger Milla, le gardien de but Thomas Nkono puis Jean Manga Onguéné remportent le Ballon d'or africain en 1976, 1979 et 1980), les Camerounais vont réaliser un double exploit en 1981 en se qualifiant à la fois pour la Coupe d'Afrique des nations (en battant le Togo et Madagascar) et la Coupe du monde en Espagne, en devançant cette fois le Malawi, le Zimbabwe, le Zaïre et en finale le Maroc, battu à Kénitra (2-0). Le Cameroun est le 2e pays subsaharien à se qualifier pour une Coupe du monde après le Zaïre en 1974.
Après une CAN jugée décevante (les Camerounais n'ont pas passé la phase de poule après trois matchs nuls face à la Libye, pays hôte, le Ghana, futur vainqueur, et la Tunisie), les dirigeants renvoient Zutić et nomment à sa place le Français Jean Vincent, qui a connu au FC Nantes un certain succès. Ce dernier met en place une équipe défensive, bâtie autour de son gardien de but et capitaine N'Kono. Milla et Tokoto, les deux vedettes de l'équipe, doivent porter le danger en attaque. Les Camerounais, solides mais manquant de réalisme, obtiennent trois matches nuls contre le Pérou (0-0), la Pologne (0-0) puis l'Italie (1-1, but de M'Bida), futur vainqueur de l'épreuve, et sont éliminés à la différence de buts.

#### Premiers sacres africains en 1984 et 1988
Avec le Yougoslave Ognjanović sur le banc, les Camerounais confirment leur bonnes dispositions en se qualifiant en 1984 pour la Coupe d'Afrique des nations et les Jeux olympiques de Los Angeles. Surpris par l'Égypte pour leur premier match de CAN (0-1), les Camerounais se qualifient pourtant pour les demi-finales en battant le Togo (4-1) puis la Côte d'Ivoire, pays hôte (2-0). Vainqueurs de l'Algérie aux tirs au but, les Lions indomptables terrassent le Nigéria en finale 3-1, à Abidjan, grâce à des buts de N'Djeya, de Abega et de Ebongué. Le gardien de but Bell, le défenseur Sinkot et le milieu de terrain Abega apparaissent dans l'équipe type du tournoi. C'est le premier trophée d'importance du Cameroun,.
Quelques mois plus tard, les Camerounais partent aux États-Unis pour les Olympiades. Battus par la Yougoslavie puis vainqueurs de l'Irak, ils s'inclinent lors du match décisif de la phase de poule face au Canada. Ognjanović est remplacé par le Français Claude Le Roy. Début 1985, le Cameroun est écarté des qualifications pour la Coupe du monde 1986 dès son entrée en lice, par la Zambie. Il est qualifié pour la CAN 1986, organisée par l'Égypte, en tant que tenant du titre. Les Lions indomptables passent la phase de poule après deux victoires serrées sur la Zambie et l'Algérie (3-2 à chaque fois), et un nul arraché face au Maroc (1-1). Milla, meilleur buteur du tournoi, offre aux siens une 2e finale d'affilée en marquant le seul but de la demi-finale face à la Côte d'Ivoire. Ils s'y inclinent aux tirs au but, après un match nul et vierge, face à la sélection hôte, l’Égypte,. Outre Milla, Thomas N'Kono, André Kana-Biyik et Émile Mbouh figurent dans l'équipe type.
Deux ans plus tard, la sélection arrive avec ambition à la Coupe d'Afrique des nations 1988 au Maroc. Une victoire en poule sur l'Égypte et deux matchs nuls suffisent à la qualification pour les demi-finales, où le Cameroun bat en fin de match le pays organisateur au Stade Mohamed V, grâce à un but de Makanaky. En finale ils retrouvent le Nigeria, qu'ils battent de nouveau grâce à un penalty transformé par Kundé,. Cette fois les élus de l'équipe type du tournoi sont le gardien de but Bell, les défenseurs Kundé et Tataw, les milieux Mbouh et M'Fédé et l'inoxydable Roger Milla, 35 ans.
Ces bons résultats se traduisent par quatre victoires sur les sept éditions de Coupe de l'UDEAC, regroupant les pays d'Afrique centrale organisées entre 1984 et 1990 (en 1984, 1986, 1987 et 1989).

#### L'exploit duMondial 90
Au sortir de la CAN 1988, Le Roy quitte le Cameroun pour le Sénégal, et le Russe Valeri Nepomniachi (qui ne parle que quelques mots d'anglais et pas un mot de français) le remplace. En 1989 les Camerounais se qualifient pour leur deuxième Coupe du monde en 1990, en écartant au tour final la Tunisie. En mars 1990 ils perdent leur titre continental lors de la CAN en Algérie, après deux défaites face à la Zambie et au Sénégal en phase de poules.

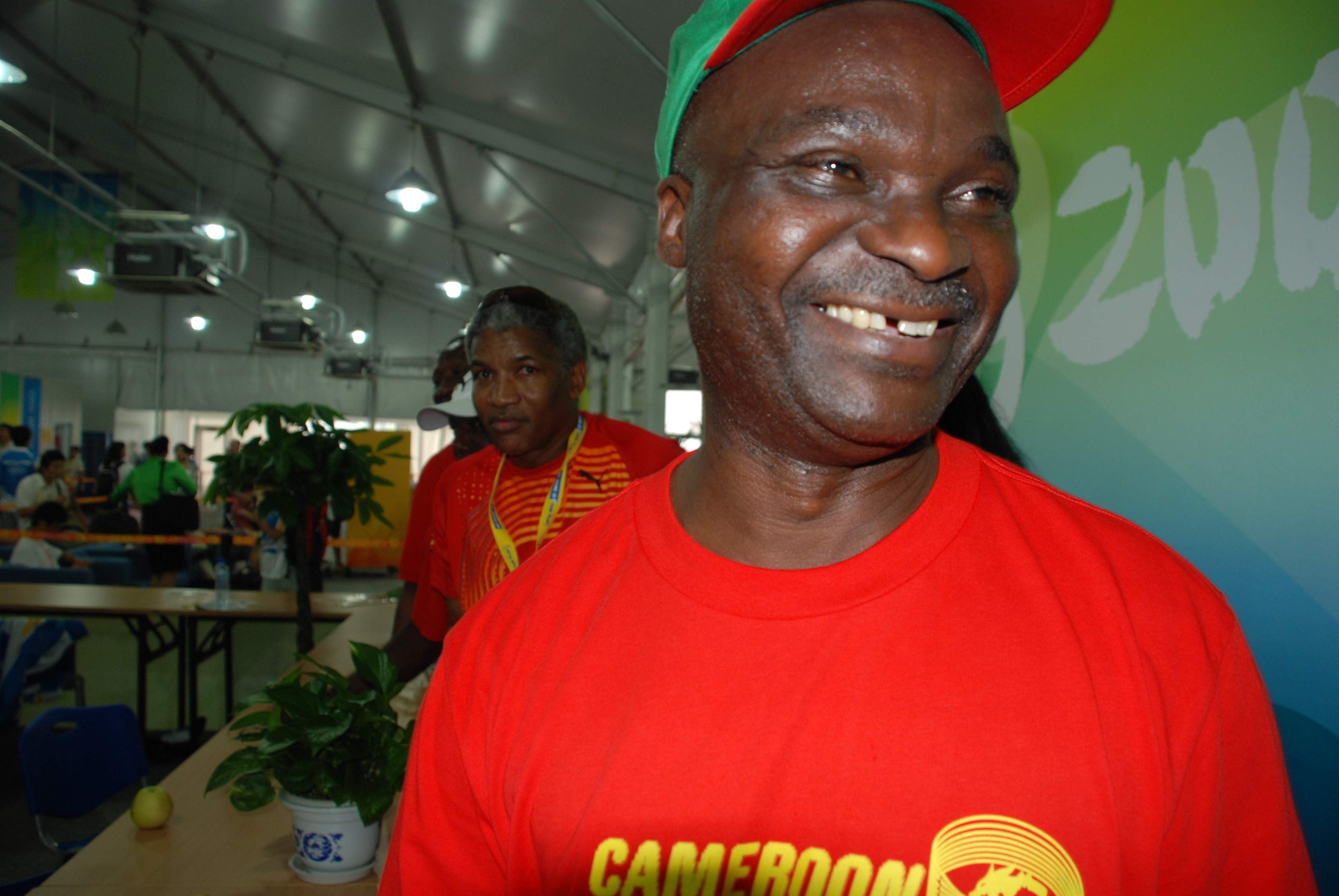
Roger Milla, ici en 2008.

Arrivés en Italie pour la Coupe du monde, les Lions indomptables causent une des plus grandes surprises de l'histoire de la compétition en s'imposant lors du match d'ouverture contre le tenant du titre, l'Argentine de Diego Maradona (1-0, but de François Omam-Biyik). Après une deuxième victoire obtenue contre la Roumanie (2-1, doublé de Roger Milla) et une déconvenue contre l'URSS (0-4), ils se qualifient pour les huitièmes de finale, où ils battent la Colombie (2-1 après prolongation). À cette occasion, Roger Milla, 38 ans, rappelé in extremis en sélection, avant la Coupe du monde, inscrit deux nouveaux buts. Le Cameroun devient le premier pays africain à atteindre les quarts de finale d'une Coupe du monde. Au Stade San Paolo de Naples, ils sont éliminés de justesse par l'Angleterre (2-3 après prolongation après avoir mené 2-1),.

### Transition délicate (années 1990)
Le Français Philippe Redon remplace Nepomniachi. Après les exploits de la fin des années 1980, le Cameroun perd de sa splendeur. Il atteint les demi-finales de la CAN 1992, après avoir notamment battu le Sénégal, pays organisateur, en quart, mais il y est éliminé aux tirs au but par la Côte d'Ivoire et s'incline en petite finale face au Nigeria. Redon est remplacé par une gloire camerounaise, Jean Manga Onguéné, qui échoue à qualifier la sélection pour la CAN 1994.
Malgré cet échec continental, le Cameroun obtient l'un des trois sésames africains pour la Coupe du monde de 1994, où il est attendu après son exploit de 1990. Léonard Nséké, autre ancien international, dirige les Lions indomptables lors du match décisif face au Zimbabwe en octobre 1993, qui donne lieu à de grandes scènes de liesse, mais c'est l'ancien sélectionneur de l'équipe de France Henri Michel qui est choisi pour le Mondial. Les Camerounais, tombés dans le groupe du Brésil, futur vainqueur, et de la Suède, futur demi-finaliste, sont sortis dès le premier tour. Lors de la défaite contre la Russie lors du dernier match, ils enregistrent deux records : celui de la plus large défaite de leur histoire (6-1, dont cinq buts d'Oleg Salenko), et celui du plus vieux buteur de l'histoire de la Coupe du monde : Roger Milla, à 42 ans, qui sauve l'honneur.
Le Cameroun, dirigé par Jules Nyongha, ne va pas loin lors de la CAN 1996, se faisant éliminer au premier tour. En 1998, le Cameroun, avec Onguéné de retour sur le banc, termine cette fois en tête de son groupe, mais est éliminé en 1/4 de finale par la RD Congo.
Malgré ses déboires continentaux, le Cameroun parvient à se qualifier pour une 3e Coupe du monde d'affilée. Elle est organisée en France, où évoluent de nombreux internationaux. Malgré le retour de Claude Le Roy pour le tournoi, les Lions indomptables ne passent pas le premier tour de la Coupe du monde avec un match nul face à l'Autriche, une défaite contre l'Italie et un nouveau nul face au Chili, lors d'un match où l'arbitrage suscite la polémique (deux buts sont refusés au Cameroun, dont deux joueurs sont expulsés),. Des jeunes comme Salomon Olembe, Pierre Womé, Raymond Kalla, Lauren, Joseph-Désiré Job et Samuel Eto'o, plus jeune joueur du tournoi, font leurs premiers pas en équipe nationale et seront les joueurs principaux des prochains années.

### Retour au plus haut niveau (1999-2003)

#### Champion d'Afrique et champion olympique 2000

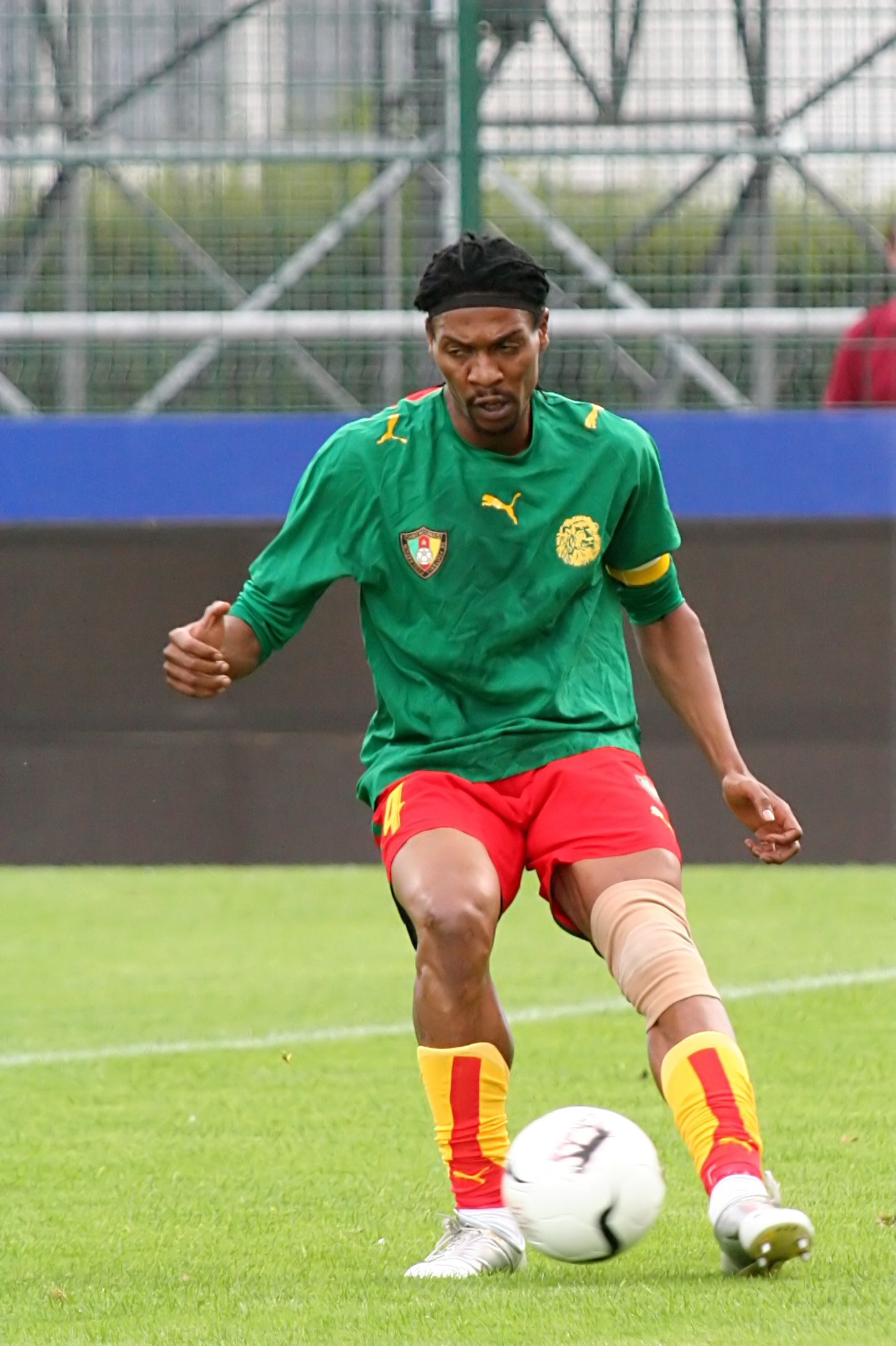
Rigobert Song, recordman de sélections

Après ces résultats décevants, le Cameroun remporte les Jeux africains de 1999. Et durant l'année 2000, la sélection du Français Pierre Lechantre brille sur l'Afrique et le Monde du football.
Cela commence par la CAN en 2000. L'équipe est emmenée par un brillant duo d'attaque avec Patrick Mboma et le jeune Samuel Eto'o, 18 ans, qui profite de l'indisponibilité de Job. Le duo d'attaque inscrit pendant la compétition huit buts en six matchs, dont quatre pour Eto'o. Les coéquipiers du capitaine Rigobert Song affrontent en finale le Nigeria, pays organisateur. Rejoints après avoir mené deux à zéro, ils remportent la CAN aux tirs au but,.
Les Lions indomptables rugissent de nouveau en obtenant leur consécration internationale avec une médaille d'or, aux Jeux olympiques de Sydney. Toujours avec un grand Patrick Mboma qui accompagne les petits jeunes comme Idriss Carlos Kameni, Modeste M'Bami et bien sûr Samuel Eto'o. Après l'exploit d'une victoire sur le Brésil de Ronaldinho en quart de finale, les Lions olympiques de l'entraîneur camerounais Jean-Paul Akono s'imposent en finale contre l'Espagne de Xavi Hernandez et Carles Puyol aux tirs au but,.
L'année 2000 est également marquée par un match de gala contre la France, championne du monde et d'Europe en titre, au Stade de France, qui s'achève sur un match nul (1-1) avec un but égalisateur de Mboma inscrit d'un ciseaux retourné.

#### Champion d'Afrique 2002 et finaliste de la coupe des Confédérations 2003
Sous la houlette de l'Allemand Winfried Schäfer, la sélection camerounaise confirme en 2002 qu'elle est la meilleure du moment en Afrique en remportant une deuxième fois de suite la Coupe d'Afrique. Après cinq victoires en autant de matchs, sans encaisser le moindre but, dont un succès 3-0 face au Mali, nation organisatrice, en demi-finale, le Cameroun bat le Sénégal en finale, de nouveau aux tirs au but,,.
Qualifiés également pour la Coupe du monde 2002 au Japon, les « Lions indomptables » débutent par un match nul contre l’Irlande (1-1) puis l'emportent contre l'Arabie saoudite (1-0). Mais une défaite contre l'Allemagne (2-0), le futur finaliste, après un match violent sanctionné d'un record de 16 cartons, les prive des 8es de finale.
Un an plus tard, le Cameroun endeuillé par la mort en plein match de Marc-Vivien Foé, alors qu'il honore sa 64e sélection contre la Colombie lors de la Coupe des confédérations 2003. Ce décès choque le monde du football,. Lors de cette compétition, le Cameroun réussit pourtant à battre le champion du monde en titre brésilien (1-0, but de Samuel Eto'o) et atteint la finale, perdue face à la France (0-1).
Sur le plan continental, le Cameroun remporte les deux premières éditions de la Coupe de la CEMAC, héritière de l'UDEAC, en 2003 et en 2005.

### Des années en dents de scie (2004-2017)

#### Des échecs (2004-2006)
Lors de la coupe d'Afrique de 2004, le Cameroun, double tenant du titre, est éliminé en quart de finale par le Nigeria, malgré son fameux duo d'attaque Eto'o-Mboma, dont le dernier dispute là sa dernière compétition internationale.
Le Cameroun tombe dans un groupe difficile lors des qualifications pour la Coupe du monde 2006 avec l'Égypte, futur triple champion d'Afrique, et la Côte d'Ivoire à son apogée, d'autant qu'il est sanctionné de six points par la FIFA pour avoir utilisé lors de la CAN 2002 un maillot sans manche (la sanction sera annulée). Après des débuts difficiles, Schäfer est limogé et remplacé par le Portugais Artur Jorge. Lors du dernier match, le Cameroun concède le nul face à l'Égypte à Yaoundé et manque une 4e qualification d'affilée en Coupe du monde, au bénéfice des Ivoiriens
À la CAN 2006, le Cameroun est une nouvelle fois éliminé en quart de finale, bien qu'il reste invaincu durant la compétition. La Côte d'Ivoire, encore une fois, sort le Cameroun, au bout d'une interminable séance aux tirs au but (11-12). Samuel Eto'o, par ailleurs meilleur buteur de la compétition, manque le tir décisif lors de son 2e passage.

#### Finaliste de la CAN 2008

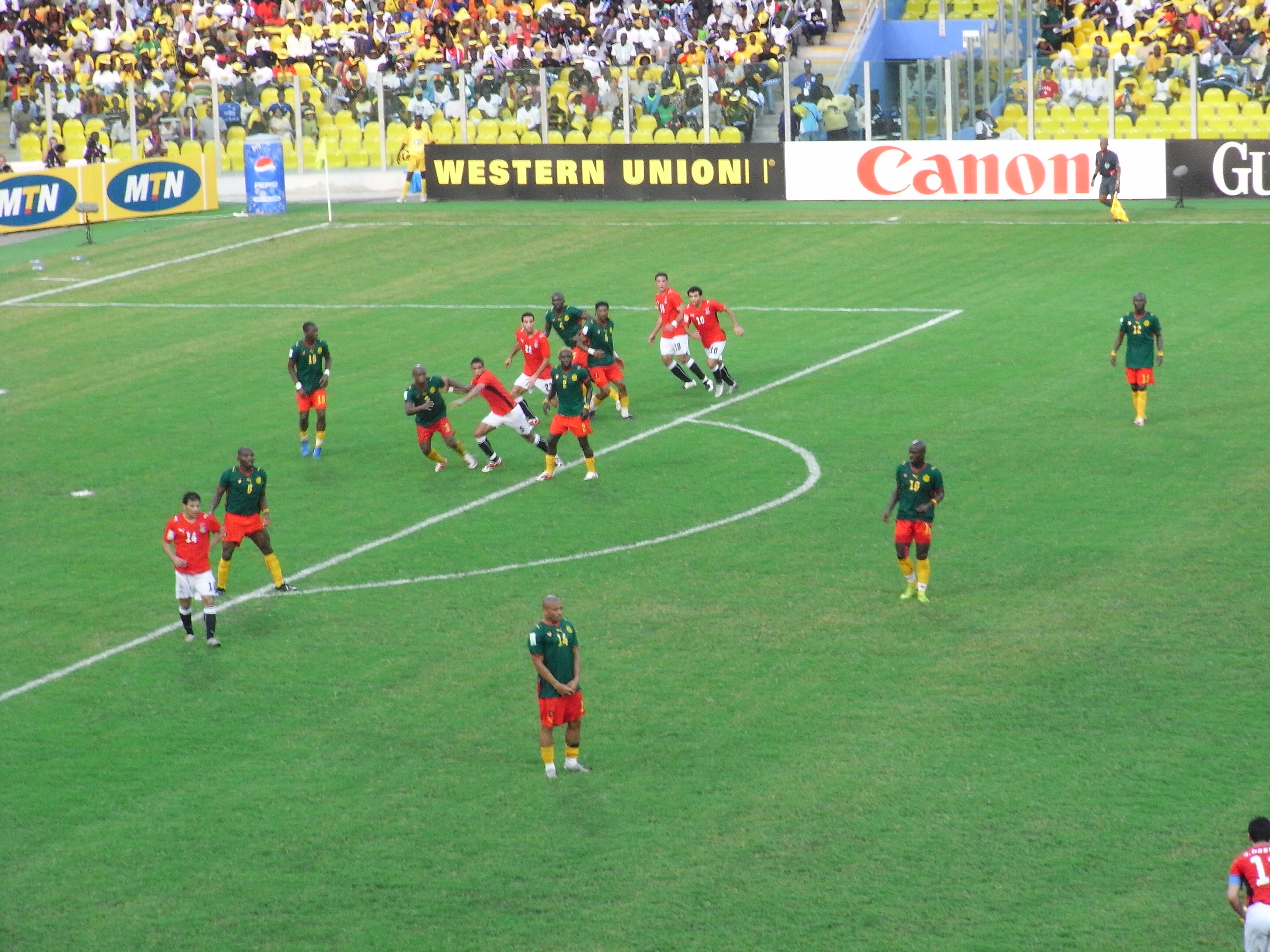
Finale de la CAN 2008 Egypte vs Cameroun

Le Cameroun atteint son meilleur rang au classement mondial de la FIFA, créé en 1993, en novembre et décembre 2006, où il est classé onzième. Il y est apparu régulièrement comme la première équipe du continent africain.
Qualifié pour la CAN 2008, le Cameroun perd son premier match contre l'Égypte (2-4) mais se qualifie malgré tout pour les quarts de finale où il élimine la Tunisie (3-2), puis le pays organisateur et favori Ghanéen (1-0) en demi-finale. En finale les Lions perdent une nouvelle fois contre les Pharaons d'Égypte. Samuel Eto'o bat le record de buts dans l'histoire de la CAN.

#### Les revers de Le Guen et Clemente

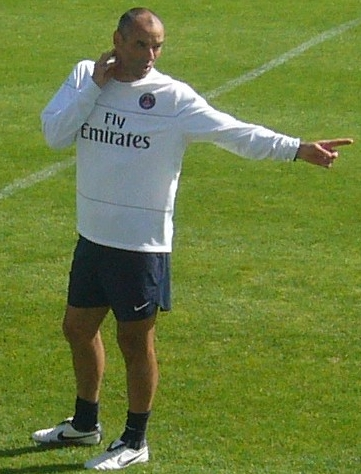
Paul Le Guen

En 2009, l'entraîneur français Paul Le Guen arrive en provenance du Paris SG avec pour but de qualifier le Cameroun à la Coupe du monde 2010 en Afrique du Sud. Il nomme Eto'o capitaine à la place de Rigobert Song, qui a porté le brassard pendant plus de dix ans, et renouvelle la sélection. Il mène avec une certaine réussite les éliminatoires de la Coupe du monde 2010 en dominant le Gabon, le Togo et le Maroc.
La suite est moins glorieuse. Lors de la CAN 2010 en Angola, les Lions indomptables, battus par le Gabon, se qualifient difficilement pour les quarts de finale, où ils s'inclinent face à leur bête noire égyptienne, futur vainqueur pour la 3e fois consécutive (1-3). Le Guen doit répondre à la défiance des médias.

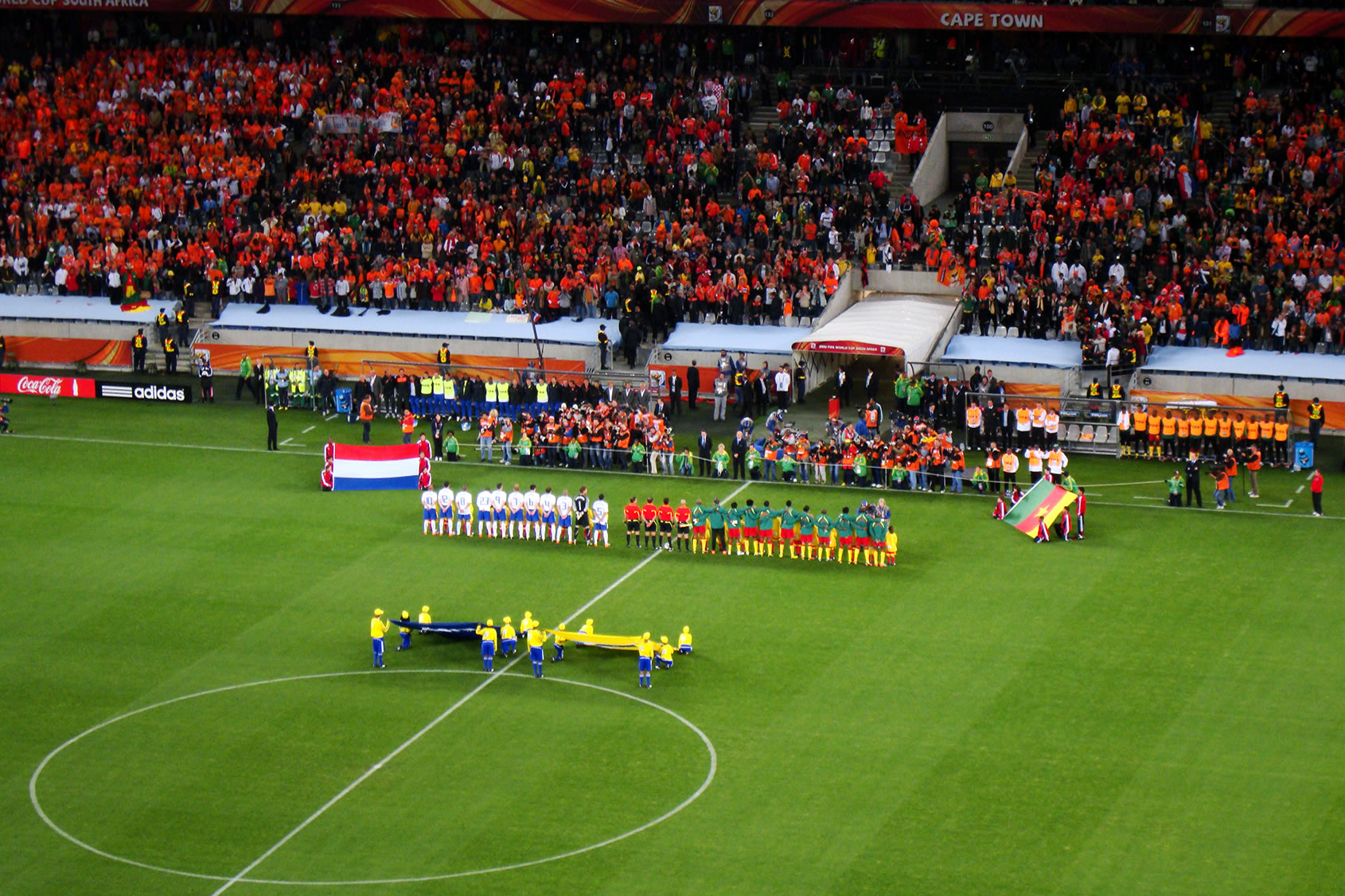
Match contre les Pays-Bas en 2010.

Le Cameroun déçoit une nouvelle fois lors du Mondial 2010 en subissant trois défaites, contre le Japon (0-1), le Danemark et les Pays-Bas (1-2). Les critiques se déchainent contre Le Guen et ses choix tactiques. Malgré des débuts prometteurs, le bilan de Le Guen avec le Cameroun est insuffisant avec cinq défaites en sept matchs lors des deux compétitions majeures. Geremi Njitap et Rigobert Song, deux joueurs comptant plus de 110 sélections, arrêtent là leur carrière internationale.

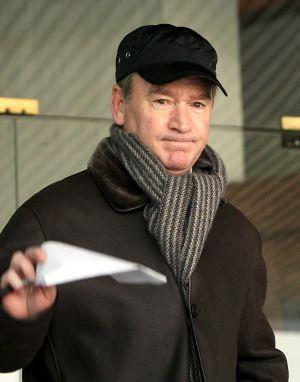
Javier Clemente

Le contrat de sélectionneur de Paul Le Guen est rompu par la Fécafoot après la Coupe du monde en Afrique du Sud et Jacques Songo'o assure l'intérim. En août 2010, l'Espagnol Javier Clemente devient le nouveau sélectionneur, avec François Omam-Biyik et Jacques Songo'o comme adjoint. Pour les éliminatoires de la CAN 2012, Clemente s'appuie sur des jeunes novices et n'hésite pas à sélectionner des joueurs évoluant dans le championnat camerounais. Les joueurs plus expérimentés font progressivement leur retour sauf Achille Emana, banni pour avoir insulté les dirigeants du football camerounais.
Ses débuts lors des éliminatoires de la Coupe d'Afrique des nations 2012 sont catastrophiques, la sélection étant devancée par le Sénégal et la RD Congo à deux journées de la fin. En juin 2011, après un match nul contre le Sénégal, le capitaine Samuel Eto'o conteste publiquement le sélectionneur. Le Cameroun manque la qualification pour la CAN et Clemente est limogé. Il est remplacé par l'ancien entraîneur du Cotonsport Garoua Denis Lavagne, qui manque à son tour la qualification pour la CAN 2013 après une défaite face à l'inattendu Cap-Vert et est écarté par le Ministère des sports, contre l'avis de la fédération,. Jean-Paul Akono prend la succession, sans contrat de travail. Les discussions sur le salaire n'aboutissant pas, la Fecafoot lance le 19 avril 2013 un appel à candidatures pour prendre sa succession.
Akono est remplacé par l'Allemand Volker Finke le 22 mai 2013. Il parvient à qualifier la sélection pour la Coupe du monde de 2014, au Brésil, en dominant la Tunisie lors des matchs de barrage. Comme en 2010, le Cameroun perd ses trois matchs du premier tour (0-1 contre le Mexique, 0-4 contre la Croatie et 1-4 contre le Brésil) et est éliminé avec 0 point. Samuel Eto'o, blessé à un genou, ne prend part qu'à un des trois matchs,.

#### Le Cameroun après le Mondial 2014
Le Cameroun post Coupe du monde 2014 est décevant : il est éliminé dès le 1er tour de la CAN 2015 à la dernière place de son groupe sans remporter le moindre match (2 nuls et une défaite). Il ne parvient pas non plus à se qualifier pour la Coupe du monde 2018, devancé durant les éliminatoires par le Nigeria qui se qualifiera pour le Mondial russe ainsi que la Zambie, terminant juste devant l'Algérie au classement, il est vrai dans un groupe particulièrement relevé.

### Renaissance des Lions Indomptables  (2017- )

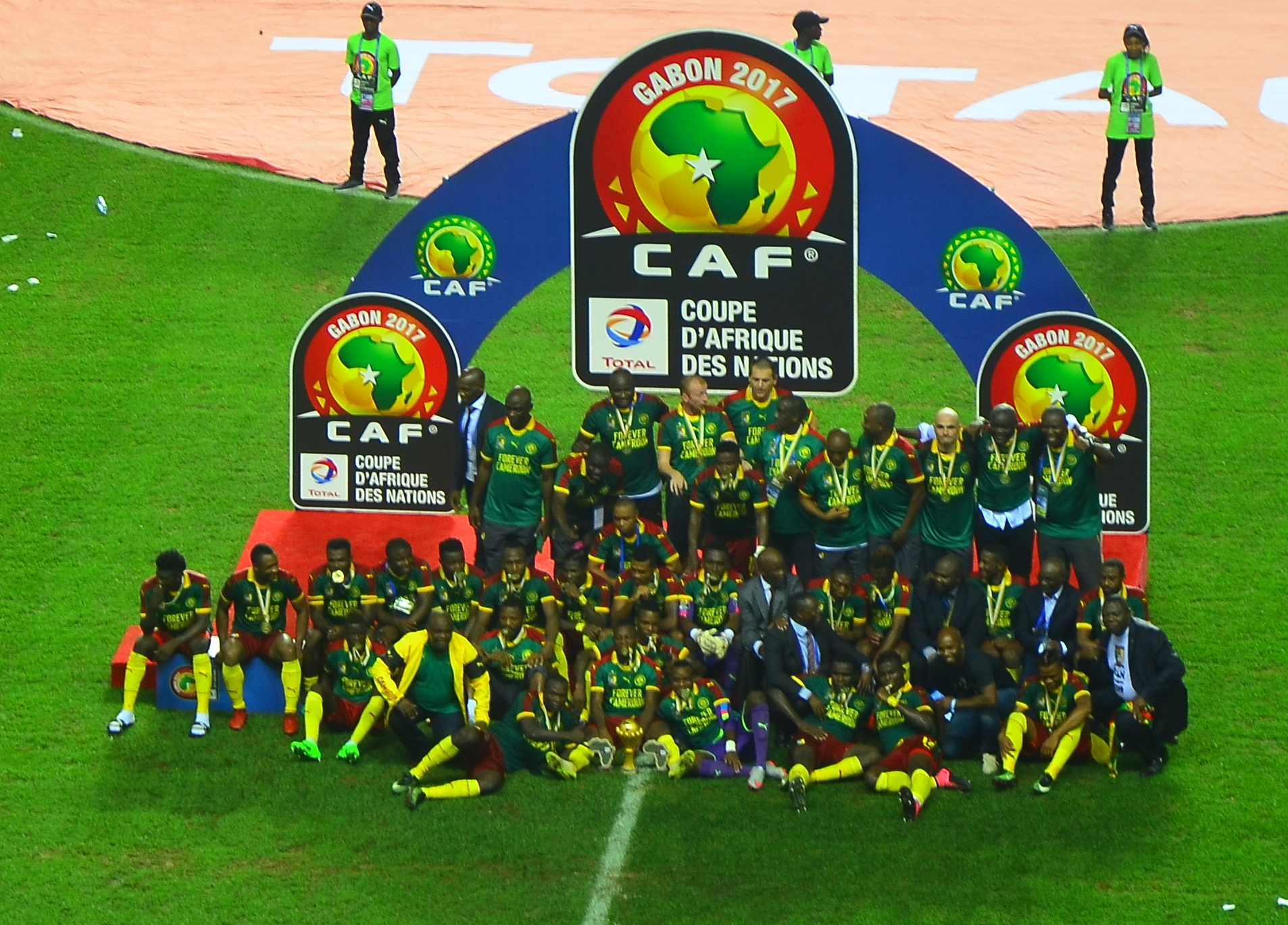
Les camerounais champions d'Afrique en 2017.

Cependant les Lions indomptables, qui semblaient dans le creux de la vague, remportent un 5e titre continental à l'occasion de la CAN 2017, en s'extirpant d'abord des poules à la 2e place, avant d'écarter le Sénégal aux tirs au but (0-0, 5 t.a.b. à 4) en quarts de finale, puis le Ghana (2-0) en demi-finale et enfin battre l'Égypte en finale (2-1). Ce sacre permet au Cameroun de disputer la Coupe des confédérations 2017 en Russie, dernière édition de la compétition à être organisée. Mais les Lions indomptables terminent à la dernière place du groupe B avec un bilan d'un nul (1-1 contre l'Australie) et deux défaites (0-2 contre le Chili et 1-3 contre l'Allemagne, championne du monde sortante et futur lauréate de l'épreuve).
Le Cameroun doit ensuite défendre son titre continental lors de la CAN 2019, une compétition qu'il aurait dû organiser et donc disputer à domicile, mais la Confédération africaine de football a décidé de lui retirer l'organisation le 30 novembre 2018, en raison des retards dans les travaux et de l'insécurité dans plusieurs régions, et qui se tiendra donc finalement en Égypte. Les Lions indomptables terminent 2e du groupe F au 1er tour derrière le Ghana avec le même nombre de points (5) que les Blacks Stars et une différence de buts générale identique (+2) mais une moins bonne attaque (2 buts marqués par les Camerounais contre 4 pour les Ghanéens). Il retrouve en 1/8e de finale le Nigeria, autre équipe à avoir fini 2e de son groupe et s'incline d'une courte tête au terme d'un match spectaculaire (2-3).
Toutefois le Cameroun obtient l'organisation de la CAN 2022, une compétition qui aurait dû se tenir en 2021 mais dont le calendrier a été reporté d'une année en raison de la pandémie de Covid-19 sévissant sur le continent africain comme dans le reste du monde. L'équipe se qualifie pour les huitièmes de finale dès la 2e journée du premier tour. Le Cameroun bat les Comores en huitièmes de finale et la Gambie en quart mais termine finalement 3e de la compétition après une défaite en demi-finale aux tirs au but contre l'Egypte.
À la suite de la compétition, le sélectionneur Antonio Conçeiçao est limogé par Samuel Eto'o, le nouveau président de la Fecafoot. Il est remplacé par Rigobert Song.
Le 29 mars 2022, le Cameroun se qualifie pour sa huitième phase finale de Coupe du monde, accédant à l'édition 2022 au Qatar en battant l'Algérie sur son terrain en match retour du  troisième tour des éliminatoires zone Afrique, 2-1, grâce à un but de Karl Toko Ekambi dans les arrêts de jeu de la deuxième mi-temps des prolongations.
En juin 2022, éclate un nouveau scandale autour des primes des Lions indomptables. Après leur qualification à la Coupe du monde 2022, un total de 807 630 euros de primes aurait été versées aux joueurs et aux membres du staff par la fédération. La révélation de ce montant aux médias a fait jaser le peuple camerounais et l'origine de la fuite est imputée au pouvoir politique qui aurait peu goûté la sortie très médiatisée de Samuel Eto'o après le match aller contre l'Algérie. Auteur d'un discours très autoritaire et prémédité - il portait un micro-cravate - dans le vestiaire, le président de la Fecafoot ne fait jamais référence au soutien du pouvoir politique, ce qui a déplu en plus haut lieu, faisant naître une énième crise dans le football camerounais à six mois du mondial au Qatar.
En décembre 2022, ils débutent leurs Coupe du monde 2022 avec une défaite (1-0 et par ailleurs leurs 8e défaite consécutive en Coupe du monde) face a la Suisse malgré une bonne première mi temps. Durant ce match, André Onana en touchant 26 de ses 61 ballons à l’extérieur de la surface de réparation établit un record pour un gardien de but. Peu de temps avant leurs deuxième rencontre, André Onana est suspendu pour raison d'indiscipline. Le match contre la Serbie se termine sur le score de (3-3) avec les buts de Jean-Charles Castelletto(1er but marqué a la 29e minutes plus une passe décisif sur le 2e but), Eric Maxim Choupo-Moting et Vincent Aboubakar (2e but marqué a la 63e minutes plus une passe décisif sur le 3e but ). L'entré en jeu de Vincent Aboubakar (55e minutes) aura notamment changé la situation du match alors que le Cameroun était mené (3-1). Le dernier match de poule du Cameroun se termine par une  victoire sur le score de 1-0 contre le Brésil, but marqué par le capitaine Vincent Aboubakar à la 90e minute sur un centre de Jerome Ngom Mbekeli. Le Cameroun devient ainsi la première nation Africaine a battre le Brésil dans un match de Coupe du monde.

## Résultats

### Palmarès
| Compétitions africaines                                                                                     | Autres compétitions           |
| --- | ----------------------------- |
| - Coupe d'Afrique des nations (5) - Vainqueur en 1984, 1988, 2000, 2002 et 2017 - Finaliste en 1986 et 2008 | - Confédérations - 2003 - (1) |

### Parcours en compétitions

#### Coupe du monde
| Année | Position      |      | Année           | Position |                        | Année | Position |
| 1930  | Non inscrite  | 1974 | Non qualifiée   | 2010     | 1er tour               |       |          |
| 1934  | Non inscrite  | 1978 | Non qualifiée   | 2014     | 1er tour               |       |          |
| 1938  | Non inscrite  | 1982 | 1er tour        | 2018     | Non qualifiée          |       |          |
| 1950  | Non inscrite  | 1986 | Non qualifiée   | 2022     | 1er tour               |       |          |
| 1954  | Non inscrite  | 1990 | Quart de finale | 2026     | Éliminatoires en cours |       |          |
| 1958  | Non inscrite  | 1994 | 1er tour        | 2030     | À venir                |       |          |
| 1962  | Non inscrite  | 1998 | 1er tour        | 2034     | À venir                |       |          |
| 1966  | Forfait       | 2002 | 1er tour        |          |                        |       |          |
| 1970  | Non qualifiée | 2006 | Non qualifiée   |          |                        |       |          |

#### Coupe d'Afrique des nations
| Année | Position          |      | Année             | Position |                    | Année | Position |
| 1957  | Non inscrite      | 1982 | 1er tour          | 2006     | Quart de finale    |       |          |
| 1959  | Non inscrite      | 1984 | Vainqueur         | 2008     | Finaliste          |       |          |
| 1962  | Non inscrite      | 1986 | Finaliste         | 2010     | Quart de finale    |       |          |
| 1963  | Non inscrite      | 1988 | Vainqueur         | 2012     | Tour préliminaire  |       |          |
| 1965  | Non inscrite      | 1990 | 1er tour          | 2013     | Tour préliminaire  |       |          |
| 1968  | Tour préliminaire | 1992 | Demi-finale (4e)  | 2015     | 1er tour           |       |          |
| 1970  | 1er tour          | 1994 | Tour préliminaire | 2017     | Vainqueur          |       |          |
| 1972  | Demi-finale (3e)  | 1996 | 1er tour          | 2019     | Huitième de finale |       |          |
| 1974  | Tour préliminaire | 1998 | Quart de finale   | 2021     | Demi-finale (3e)   |       |          |
| 1976  | Tour préliminaire | 2000 | Vainqueur         | 2023     | Huitième de finale |       |          |
| 1978  | Tour préliminaire | 2002 | Vainqueur         | 2025     | À venir            |       |          |
| 1980  | Tour préliminaire | 2004 | Quart de finale   | 2027     | À venir            |       |          |

#### Coupe des confédérations
| Année | Position    |      | Année       | Position |             | Année | Position |
| 1992  | Non inscrit | 2001 | 1er tour    | 2013     | Non inscrit |       |          |
| 1995  | Non inscrit | 2003 | Finaliste   | 2017     | 1er tour    |       |          |
| 1997  | Non inscrit | 2005 | Non inscrit |          |             |       |          |
| 1999  | Non inscrit | 2009 | Non inscrit |          |             |       |          |

### Classement FIFA
| Année               | 1993 | 1994 | 1995 | 1996 | 1997 | 1998 | 1999 | 2000 | 2001 | 2002 | 2003 | 2004 | 2005 | 2006 | 2007 | 2008 | 2009 | 2010 | 2011 | 2012 | 2013 | 2014 | 2015 | 2016 | 2017 | 2018 | 2019 | 2020 | 2021 | 2022 |  |
| ------------------- | ---- | ---- | ---- | ---- | ---- | ---- | ---- | ---- | ---- | ---- | ---- | ---- | ---- | ---- | ---- | ---- | ---- | ---- | ---- | ---- | ---- | ---- | ---- | ---- | ---- | ---- | ---- | ---- | ---- | ---- |  |
| Classement mondial  | 23   | 31   | 37   | 56   | 53   | 41   | 58   | 39   | 38   | 16   | 14   | 23   | 23   | 11   | 24   | 14   | 11   | 37   | 50   | 61   | 50   | 42   | 59   | 65   | 45   | 55   | 53   | 50   | 50   | 33   |  |
| Classement africain | 2    | 7    | 7    | 10   | 7    | 6    | 9    | 5    | 4    | 1    | 1    | 2    | 1    | 2    | 2    | 1    | 1    | 6    | 7    | 13   | 9    | 8    | 10   | 13   | 7    | 7    | 8    | 7    | 7    | 4    |  |

| Légende du classement mondial : | de 1 à 25 | de 26 à 50 | de 51 à 209 |

| Légende du classement africain : | de 1 à 3 | de 4 à 15 | de 15 à 56 |

### Autres victoires
- Coupe des Tropiques en 1964
- Jeux africains en 1992 et 1999

## Symbole et couleurs

Le lion de l'écusson du maillot camerounais

Le symbole de la sélection est le lion, dont le maillot porte comme écusson la face stylisée.
L'uniforme des Lions indomptables est traditionnellement composé d'un maillot vert, d'un short rouge et de bas jaunes, trois couleurs reprises du drapeau du Cameroun. Le Cameroun porte ce maillot lors de ses cinq participations en Coupe du monde, avec quelques variations en marge. Le deuxième maillot varie généralement du jaune au blanc.
La sélection s'est fait connaître dans les années 2000 pour l'excentricité de certains de ses maillots, fournis par l'équipementier Puma. Lors de la Coupe d'Afrique des nations en 2002, elle utilise un maillot débardeur, sans manche, qui sera interdit pour la Coupe du monde suivante. Deux ans plus tard, la sélection innove avec un uniforme une pièce, où le maillot et le short forment un seul tenant. Dans les deux cas, les maillots sont spécifiquement interdits par la FIFA peu de temps après leur utilisation,. Depuis 2022 sa marque est One All Sports.
| Traditionnel | CM 1990 | 1990 (ext.) | CM 2010 | 2010 (ext.) |

## Infrastructures
Le centre destiné à la mise au vert et aux préparations des rencontres à domicile est le Centre sportif académique de Mbankomo, construit en 2010 par la Confédération africaine de football (CAF) dans la forêt équatoriale à quelques kilomètres au sud-ouest de Yaoundé, la capitale du Cameroun.
Le centre se trouve à proximité du Stade omnisports Ahmadou Ahidjo, l'enceinte dont la sélection nationale partage la résidence avec le Canon et le Tonnerre de Yaoundé. Construit à l'occasion de la Coupe d'Afrique de 1972, le stade est en 2013 dans un état vétuste.
À l'occasion de la CAN féminine 2016, il est rénové et passe aux standards internationaux de la FIFA avec notamment 40 200 places assises. Depuis 2021, la sélection réside au complexe sportif d'Olembé, un stade d'une capacité de 60000 places qui fut le stade de la finale de CAN total énergie 2021.En 2023 l'hôtel des lions a été inaugurée une structure qui comporte des stades d'entraînement,un hôtel et salle de conférence.

## Personnalités

### Principaux joueurs d'hier et aujourd'hui

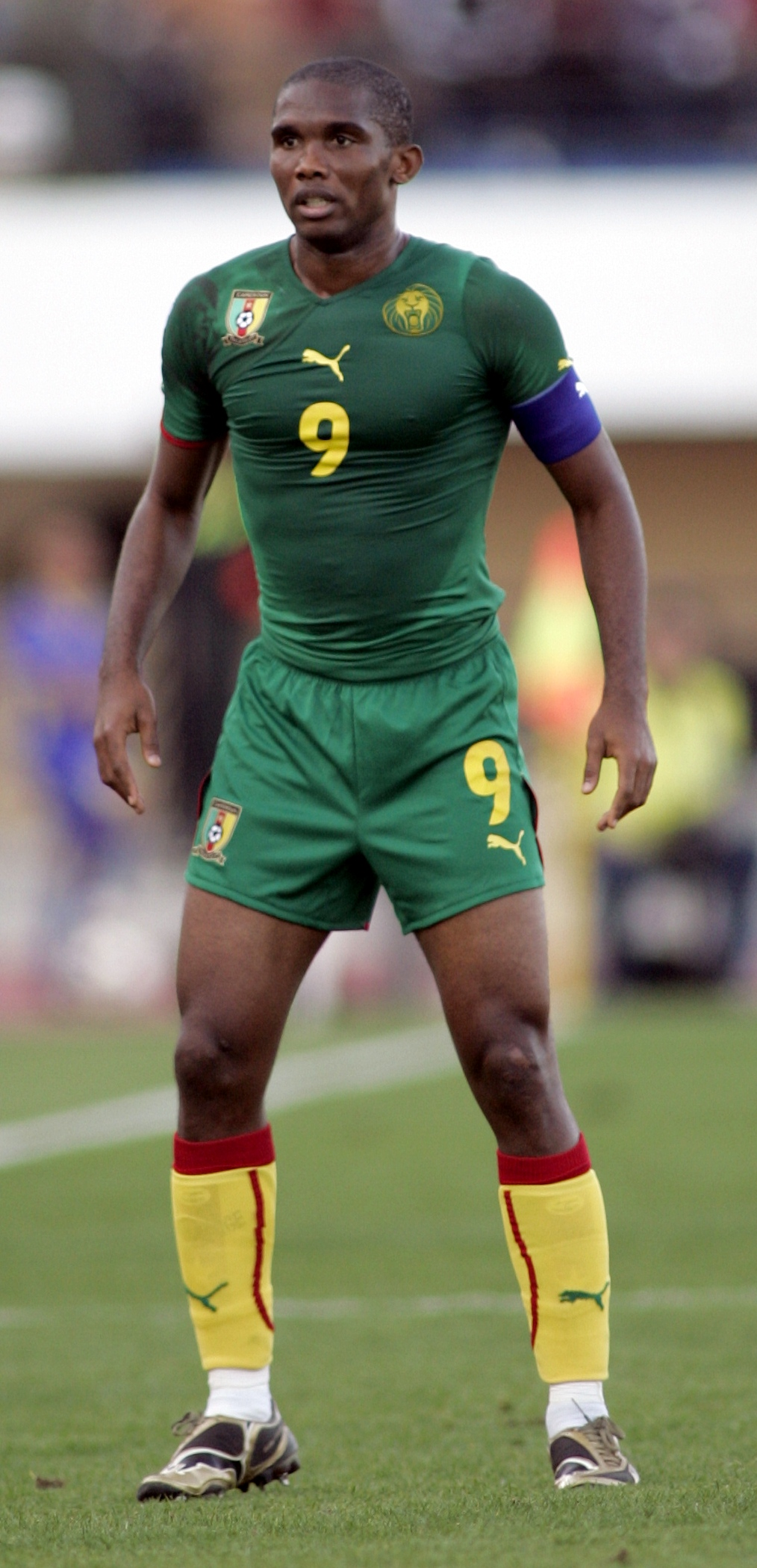
Samuel Eto'o est le meilleur buteur de l'histoire de la sélection avec 56 réalisions en matchs officiels.

| Rang | Joueur                   | Carrière  | Sélections |
| ---- | ------------------------ | --------- | ---------- |
| 1    | Rigobert Song            | 1993-2010 | 137        |
| 2    | Emmanuel Kundé           | 1979-1992 | 127        |
| 3    | Geremi Njitap            | 1996-2010 | 118        |
| -    | Samuel Eto'o             | 1997-2014 | 118        |
| 5    | Vincent Aboubakar        | 2010-     | 110        |
| 6    | Roger Milla              | 1973-1994 | 102        |
| 7    | Nicolas Nkoulou          | 2008-     | 85         |
| 8    | François Omam-Biyik      | 1986-1998 | 75         |
| -    | Eric Maxim Choupo-Moting | 2010-     | 75         |
| 10   | Frank Anguissa           | 2017-     | 63         |

| Rang | Joueur              | Carrière  | Buts |
| ---- | ------------------- | --------- | ---- |
| 1    | Samuel Eto'o        | 1997-2014 | 56   |
| 2    | Vincent Aboubakar   | 2010-     | 48   |
| 3    | François Omam-Biyik | 1986-1998 | 45   |
| 4    | Roger Milla         | 1973-1994 | 36   |
| 5    | Patrick Mboma       | 1995-2004 | 33   |
| 6    | Eric Choupo-Moting  | 2010-     | 22   |
| 7    | Pierre Webó         | 2003-2014 | 19   |
| 8    | André Kana-Biyik    | 1985-1994 | 15   |
| -    | Emmanuel Kundé      | 1979-1992 | 15   |
| 10   | Karl Toko Ekambi    | 2015-2024 | 14   |

Six joueurs camerounais ont remporté le trophée du meilleur joueur continental. Le premier d'entre eux est l'attaquant du Tonnerre Yaoundé Roger Milla, vainqueur du Ballon d'or africain de France Football en 1976. Il le remportera de nouveau en 1990, quatorze ans plus tard, après une longue carrière en France et une dernière Coupe du monde de haute volée. Quatre ans plus tard il devient, à 42 ans, le joueur le plus âgé ayant inscrit un but en phase finale de Coupe du monde. Il est le premier joueur africain à avoir disputé trois phases finales de Coupe du monde et le seul Camerounais à apparaître dans la liste FIFA 100 publiée en 2004,.
Le gardien de but Thomas Nkono est un autre double vainqueur du Ballon d'or africain, en 1979 et 1982. Son deuxième titre fait suite à la Coupe du monde 1982 où il joue un rôle capital dans l'invincibilité de son équipe et se fait connaître comme l'un des meilleurs gardiens du monde. Il entame alors une brillante carrière à l'Espanyol Barcelone,.
Milla et Nkono sont imités par leurs compatriotes Jean Manga Onguéné, un buteur, en 1980, et Théophile Abega, un milieu de terrain surnommé « Docteur », capitaine des Lions vainqueurs de la Coupe d'Afrique des nations en 1984.
Dans les années 2000, deux autres Camerounais ont remporté le trophée du Joueur africain de l'année, qui a depuis remplacé le titre de France Football : les attaquants Patrick Mboma en 2000 et Samuel Eto'o en 2003, 2004, 2005 et 2010.
En 2007 la CAF publie à l'occasion de son cinquantenaire la liste des 30 footballeurs africains de la période 1957-2007 : le premier est Roger Milla, Samuel Eto'o est 4e et Rigobert Song, l'emblématique capitaine des années 2000 et recordman du nombre de sélections avec le Cameroun, 29e. Dans une liste consacrée aux footballeurs camerounais publiée par le site Bleacher Report en 2013, les six premiers sont Milla, Nkono, Eto'o, Abega, Mboma, Song. Les suivants sont le buteur François Omam-Biyik, auteur du célèbre but de la victoire de 1990 contre l'Argentine, les gardiens de but Joseph-Antoine Bell et Carlos Kameni, champion olympique en 2000, et enfin le milieu de terrain Geremi Njitap.

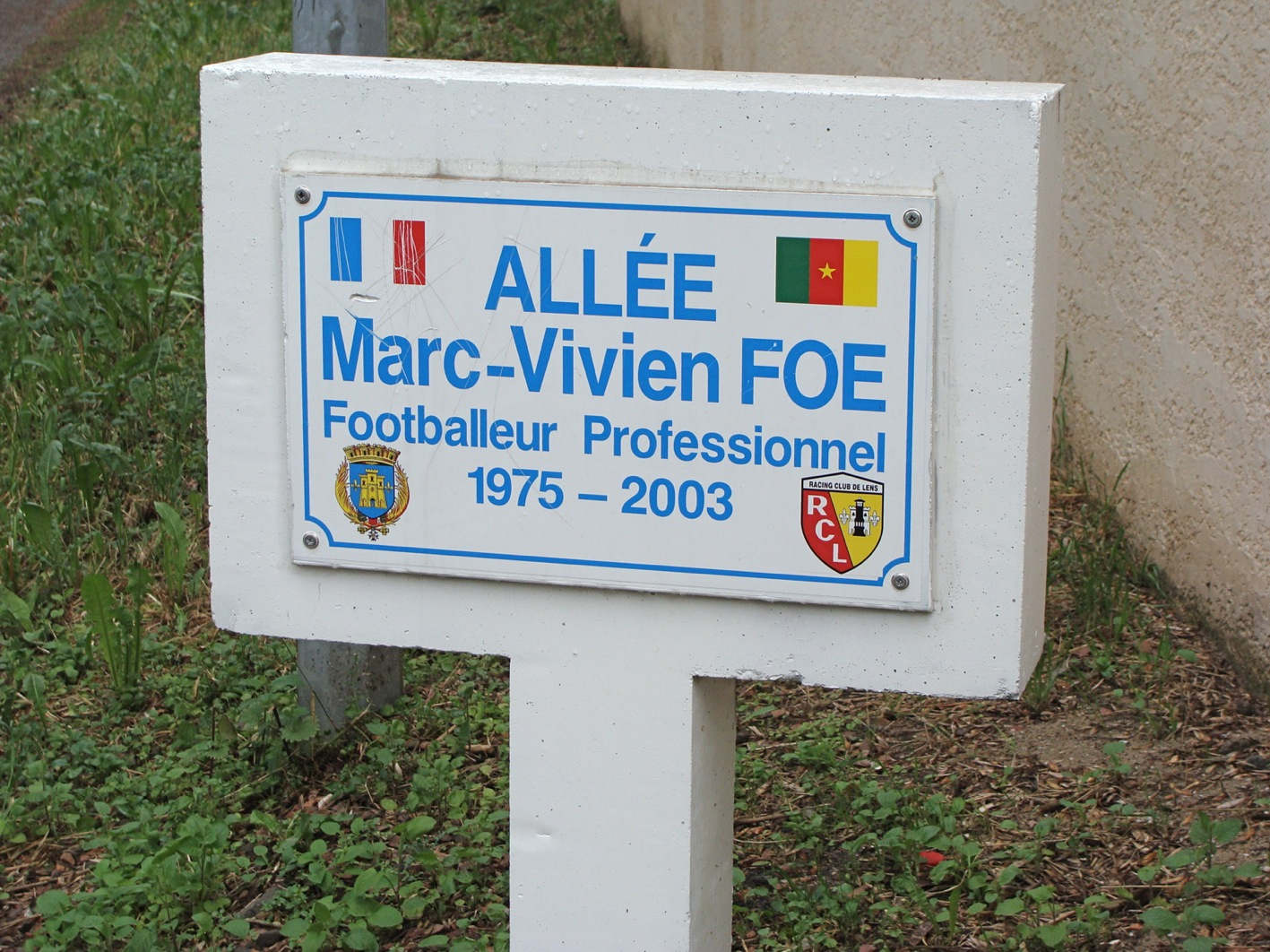
Plaque commémorative de Foé à Lens à l'entrée d'une allée entre le Stade Bollaert-Delelis et le Louvre-Lens

Par ailleurs, la mort sur le terrain, en 2003, du milieu de terrain Marc-Vivien Foé marque profondément l'histoire de la sélection. Il meurt à 28 ans lors sa 64e sélection.

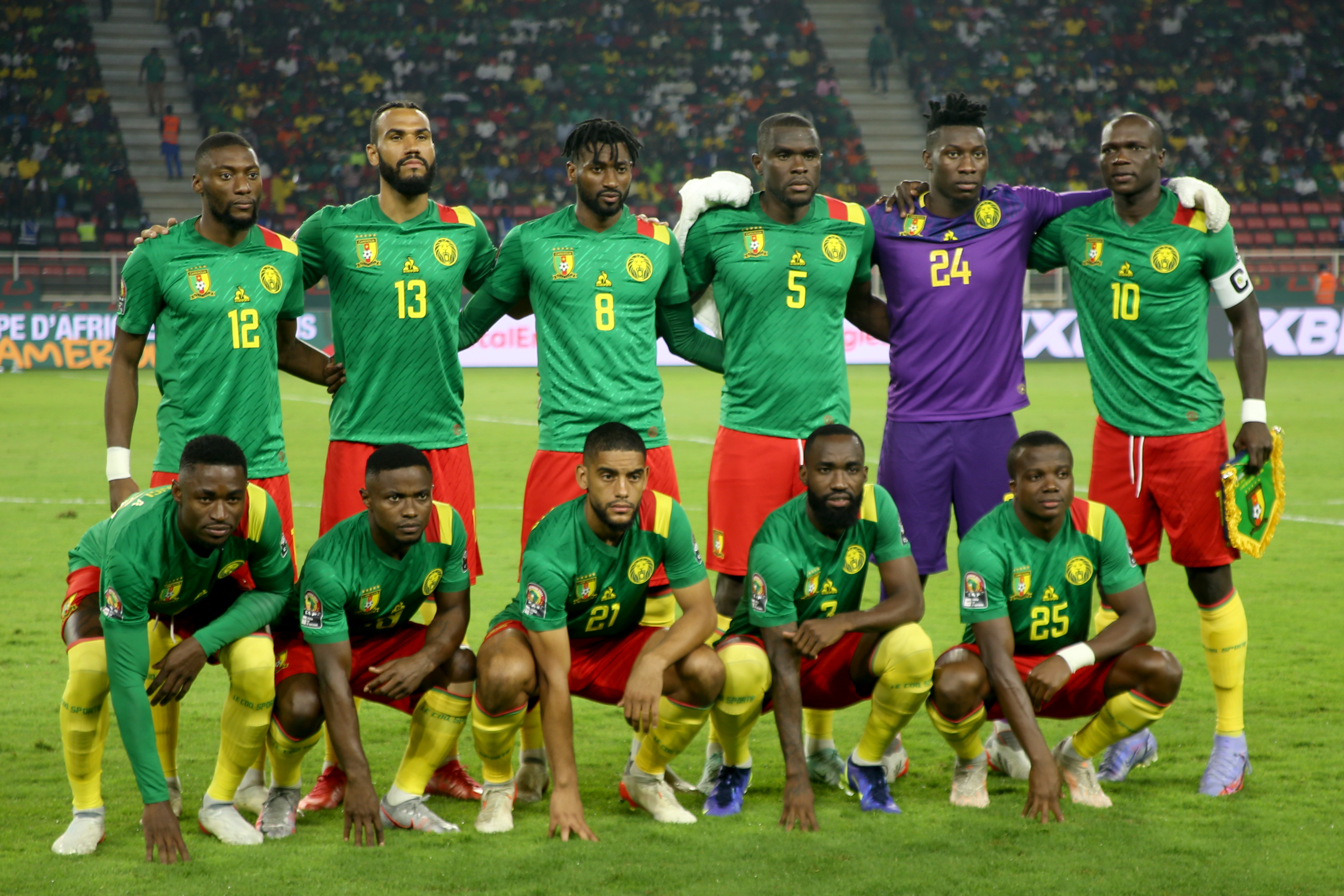
Equipe national du cameroun (lion indomptables)
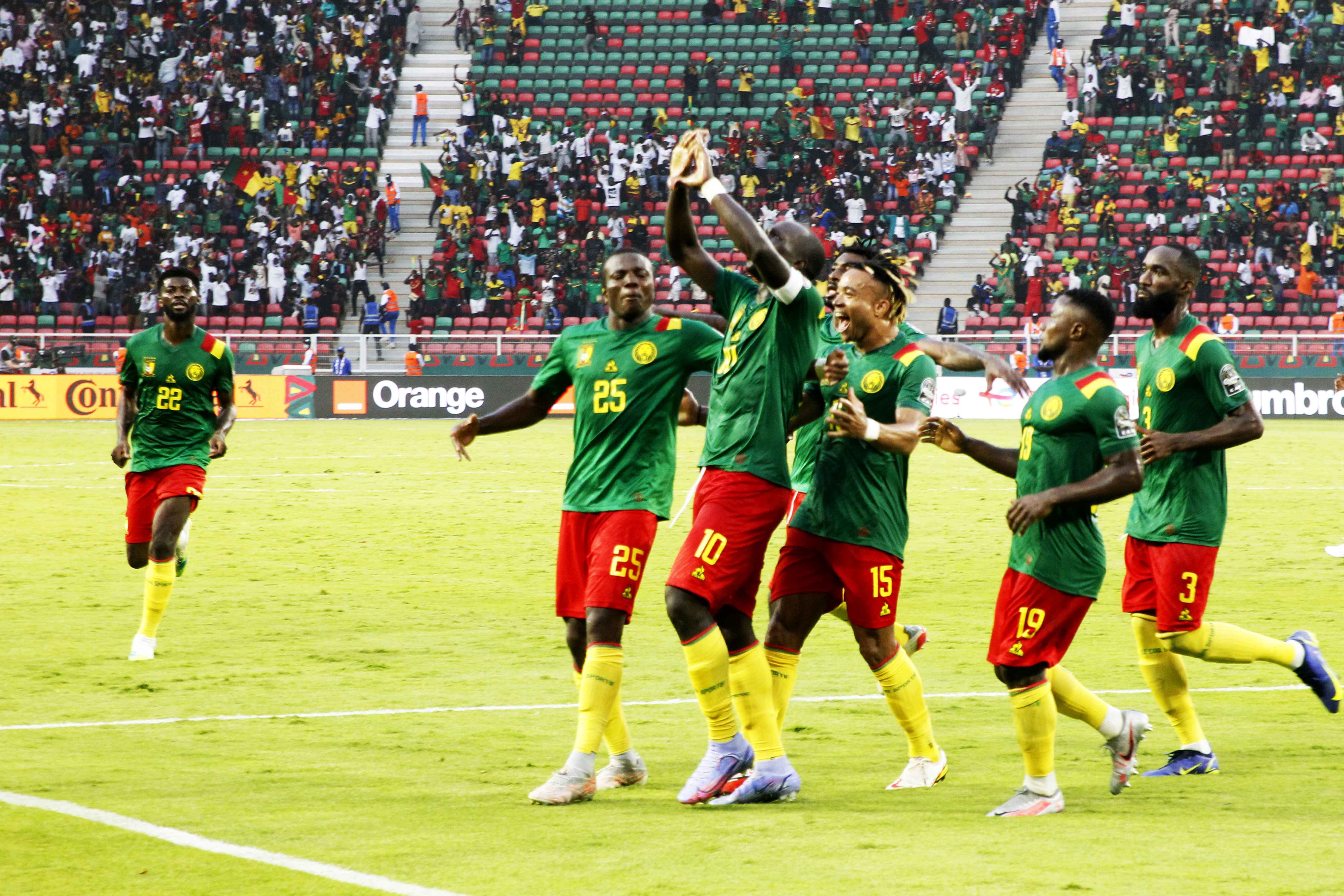
Jubilation de but Can 2021
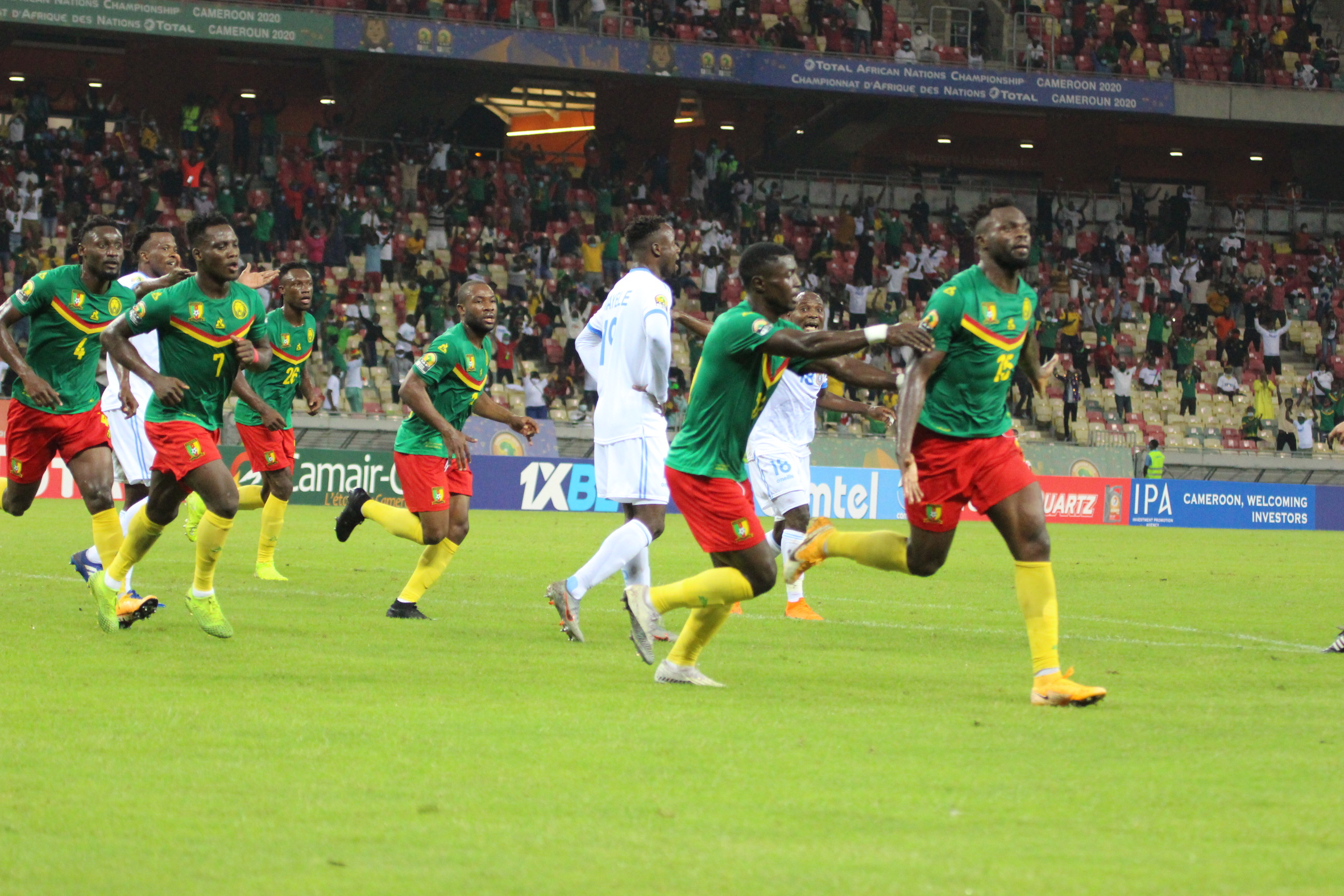
Jubilation des joueurs apres un but
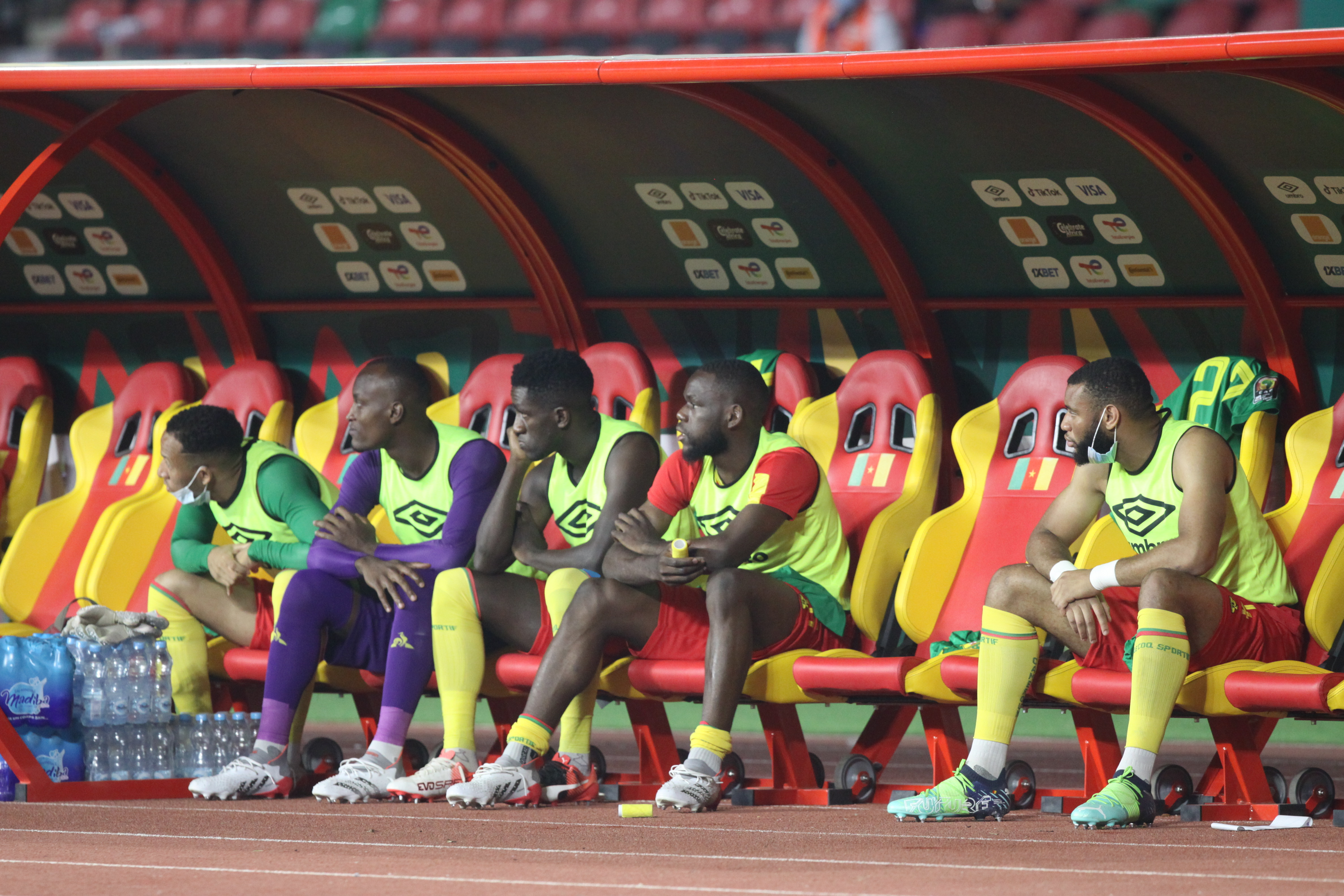
Banc de touche de lion indomptables

### Sélectionneurs
Le poste de sélectionneur du Cameroun est plus instable que ses équivalents en Europe. Depuis 1970, aucun n'a réalisé un mandat supérieur à trois ans sur le banc des Lions.
Les sélectionneurs vainqueurs d'une Coupe d'Afrique des nations avec le Cameroun sont le Yougoslave Radivoje Ognjanović en 1984, le Français Claude Le Roy en 1988, le Français Pierre Lechantre en 2000, l'Allemand Winfried Schäfer en 2002 et le belge Hugo Broos en 2017. Claude Le Roy en est finaliste en 1986, l'Allemand Otto Pfister en 2008.
Les qualifications en Coupe du monde, qui ont longtemps tenu de l'exploit (il a fallu attendre la Coupe du monde 1994 pour que trois pays africains soient qualifiés), sont l’œuvre du Yougoslave Branko Žutić en 1982 (le tournoi est mené par le Français Jean Vincent), du Soviétique Valeri Nepomniachi en 1990, de Jean Manga Onguéné puis Léonard Nséké en 1994 (le tournoi est mené par le Français Henri Michel), d'Onguéné encore en 1998 
(le tournoi est mené par le Français Claude Le Roy), de l'Allemand Winfried Schäfer en 2002, du Français Paul Le Guen en 2010, de l'Allemand Volker Finke en 2014.
La médaille d'or aux Jeux olympiques de 2000 est remportée par l’entraîneur camerounais Jean-Paul Akono, avec pour directeur technique le Français Pierre Lechantre.
Liste des sélectionneurs du Cameroun
- 1960-1965 : Commission technique
- 1965-1970 :  Dominique Colonna
- 1970 :  Raymond Fobete
- 1970-1973 :  Peter Schnittger
- 1973-1975 :  Vladimir Beara
- 1976-1979 :  Ivan Ridanović (en)
- 1980-1982 :  Branko Žutić
- 1982 :  Jean Vincent
- 1982-1984 :  Radivoje Ognjanović
- 1985-1988 :  Claude Le Roy
- 1988-1990 :  Valeri Nepomniachi
- 1990-1993 :  Philippe Redon
- 1993-1994 :  Jean Manga Onguéné
- 1994 :  Léonard Nséké
- 1994 :  Henri Michel
- 1994-1996 :  Jules Nyongha
- 1996-1997 :  Henri Depireux
- 1997-1998 :  Jean Manga Onguéné
- 1998 :  Claude Le Roy
- 1998-2001 :  Pierre Lechantre
- 2001 :  Jean-Paul Akono
- 2001-2004 :  Winfried Schäfer
- 2004-2006 :  Artur Jorge
- 2006 :  Arie Haan
- 2006-2007 :  Jules Nyongha
- 2007-2009 :  Otto Pfister
- 2009 :  Thomas Nkono
- 2009-2010 :  Paul Le Guen
- 2010-2011 :  Javier Clemente
- 2011-2012 :  Denis Lavagne
- 2012-2013 :  Jean-Paul Akono
- 2013-2015 :  Volker Finke
- 2015-2016 :  Alexandre Belinga
- 2016-2017 :  Hugo Broos
- 4 août 2018-juil. 2019 :  Clarence Seedorf
- sep. 2019-fév. 2022 :  Toni Conceição
- fév. 2022-fév. 2024 :  Rigobert Song
- depuis avr. 2024 :  Marc Brys[76]

### Effectif actuel
Le tableau suivant dresse la liste des joueurs sélectionnés pour les matchs amicaux contre l'Ouganda et la Guinée équatoriale, respectivement les 6 et 9 juin 2025.
Mise a jour le 10 juin 2025, après le match contre la Guinée équatoriale.

### Appelés récemment
Les joueurs suivants ne font pas partie du dernier groupe appelé mais ont été retenus en équipe nationale lors des 12 derniers mois.
Les joueurs qui comportent le signe , sont blessés au moment de la dernière convocation, et qui comportent le signe RET sont retraité.
| Pos. | Nom                      | Date de Naissance | Sél. | Buts | Club               | Dernier appel                 |
| ---- | ------------------------ | ----------------- | ---- | ---- | ------------------ | ----------------------------- |
| A    | Eric Maxim Choupo-Moting | 23 mars 1989      | 73   | 20   | Bayern Munich      | vs Sénégal, 16 octobre 2023   |
| M    | Pierre Kunde             | 26 juillet 1995   | 39   | 1    | Atromitos FC       | vs Sénégal, 16 octobre 2023   |
| M    | Gaël Ondoua              | 4 novembre 1995   | 8    | 0    | Servette FC        | vs Sénégal, 16 octobre 2023   |
| D    | Olivier Mbaizo           | 15 août 1997      | 14   | 0    | Philadelphie Union | vs Sénégal, 16 octobre 2023   |
| M    | Samuel Gouet             | 14 décembre 1997  | 21   | 0    | Yverdon-Sport FC   | vs Burundi, 12 septembre 2023 |
| D    | Enzo Tchato              | 23 novembre 2002  | 2    | 0    | Montpellier HSC    | vs Burundi, 12 septembre 2023 |
| A    | Ignatius Ganago          | 16 février 1999   | 14   | 0    | FC Nantes          | vs Mexique, 11 juin 2023      |
| G    | Marcelin Mbahbi          | 31 janvier 2000   | 3    | 0    | Gazelle Garoua     | vs Mexique, 11 juin 2023      |
| A    | Stéphane Bahoken         | 28 mai 1992       | 22   | 4    | Kasımpaşa SK       | vs Mexique, 11 juin 2023      |
| D    | Nicolas Nkoulou          | 27 mars 1990      | 83   | 2    | Aris Salonique     | vs Mexique, 11 juin 2023      |
| D    | Collins Fai              | 13 août 1992      | 56   | 0    | Al-Taï SC          | vs Mexique, 11 juin 2023      |
| A    | Jean-Pierre Nsame        | 1er mai 1993      | 4    | 0    | BSC Young Boys     | vs Brésil, 2 décembre 2022    |
| A    | Souaibou Marou           | 3 décembre 2000   | 1    | 0    | Coton Sport FC     | vs Brésil, 2 décembre 2022    |
| A    | Christian Bassogog       | 18 octobre 1995   | 45   | 7    | Shanghai Shenhua   | vs Brésil, 2 décembre 2022    |
| D    | Enzo Ebosse              | 11 mars 1999      | 2    | 0    | Udinese Calcio     | vs Brésil, 2 décembre 2022    |

## Rivalités
Le Cameroun nourrit une rivalité sportive particulière avec son voisin du Nigeria, une rivalité considérée comme l'une des principales du continent africain, renforcée par les trois victoires du Cameroun en finale de la CAN face au Nigeria en 1984, 1988 et 2000,. Elle nourrit également une grande rivalité avec  l'Égypte.